# 三重県道102号伊勢二見線
三重県道102号伊勢二見線（みえけんどう102ごう いせふたみせん）は、三重県伊勢市を通る一般県道である。道路の通称は二見街道（ふたみかいどう）。

## 概要
伊勢市神久2丁目から伊勢市二見町茶屋に至る。

### 路線データ
- 起点：伊勢市神久2二丁目（1412番地先[1]：二見街道入口交差点、三重県道22号伊勢南島線交点）
- 終点：伊勢市二見町茶屋（字九反田1番7[1]：国道42号交点）
- 総延長：5,530 m

## 路線状況
JR東海参宮線のガード下は1車線でしばしば渋滞する。また、高さ制限もある。一部区間はかつて三重交通神都線（路面電車、二軒茶屋 - 二見間）が通っていた。五十鈴川に架かる汐合橋は、旧伊勢市と旧二見町の境界となっていた。なお、国道42号の汐合大橋がすぐ隣に並行している。

### 通称
- 二見街道 - 伊勢神宮（豊受大神宮・皇大神宮）と、景勝地の二見浦を結ぶ道であったことから。

### 重複区間
- 国道42号・国道167号（伊勢市通町・通町IC交差点 - 伊勢市通町・通町3交差点）

### 道路施設

#### 橋梁
- 汐合橋（五十鈴川、伊勢市）

## 地理

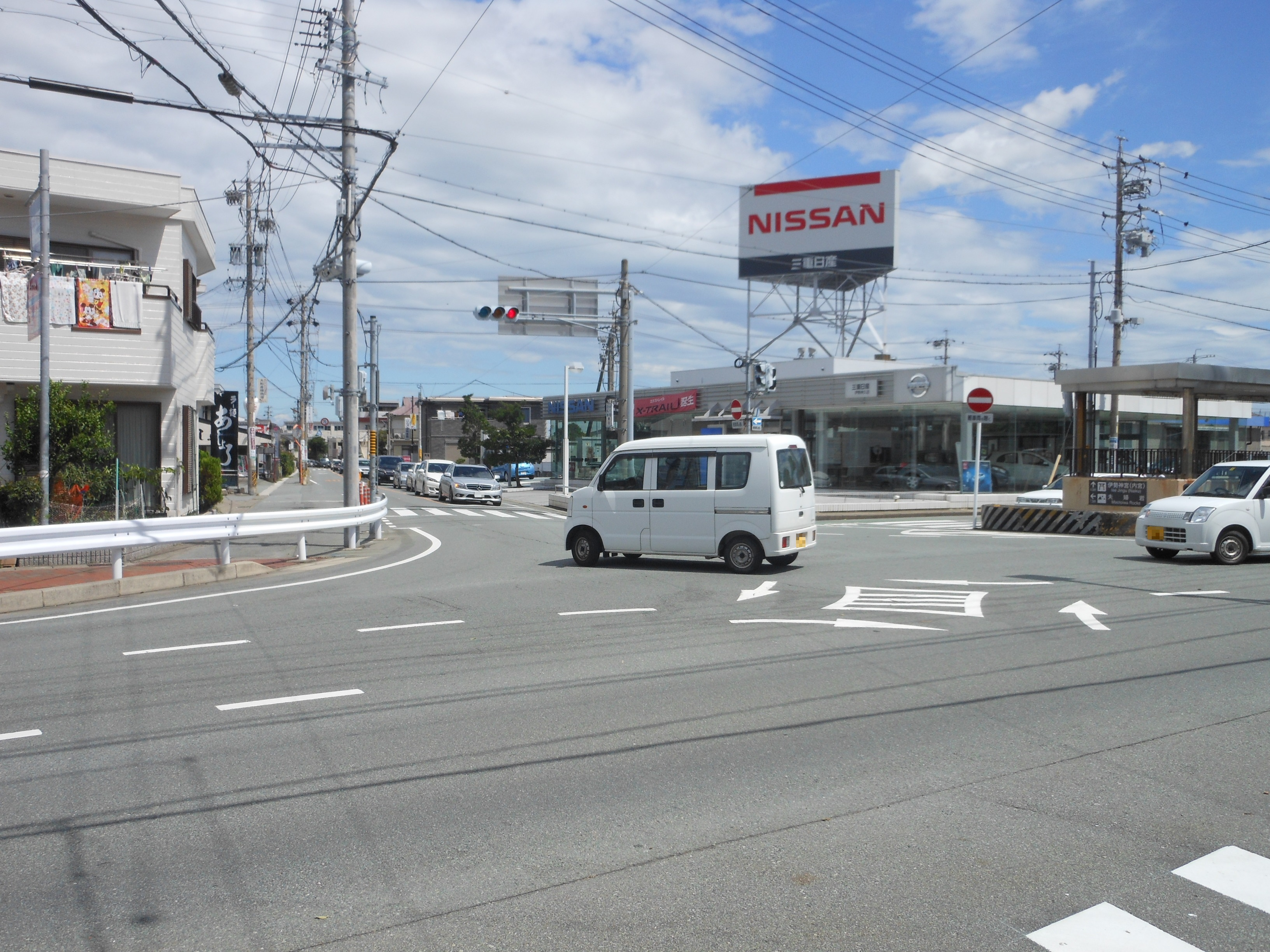
起点の二見街道入口交差点

### 通過する自治体
- 三重県
  - 伊勢市

### 交差する道路
| 交差する道路                                                         | 交差する場所 | 交差する場所              |
| -------------------------------------------------------------------- | ------------ | ------------------------- |
| 三重県道22号伊勢南島線 / 御幸道路 三重県道37号鳥羽松阪線 重複        | 神久2二丁目  | 二見街道入口交差点 / 起点 |
| 国道23号 / 南勢バイパス 国道42号 重複区間起点 国道167号 重複区間起点 | 通町         | 通町IC交差点              |
| 三重県道576号宇治山田港線                                            | 通町         | 通町1交差点               |
| 国道42号 重複区間終点 国道167号 重複区間終点                         | 通町         | 通町3交差点               |
| 三重県道715号館町通線                                                | 一色町       |                           |
| 国道42号 国道167号 重複                                              | 二見町茶屋   | 終点                      |

### 交差する鉄道
- 参宮線

### 沿線
- 三重県立伊勢工業高等学校
- ホテルキャッスルイン伊勢
- 角屋 - 伊勢名物、二軒茶屋餅で知られる。三重交通神都線の駅があった。
- 伊勢市役所浜郷支所
- 伊勢市立浜郷小学校
- 御木本製薬本社
- JR東海参宮線 二見浦駅

## ギャラリー

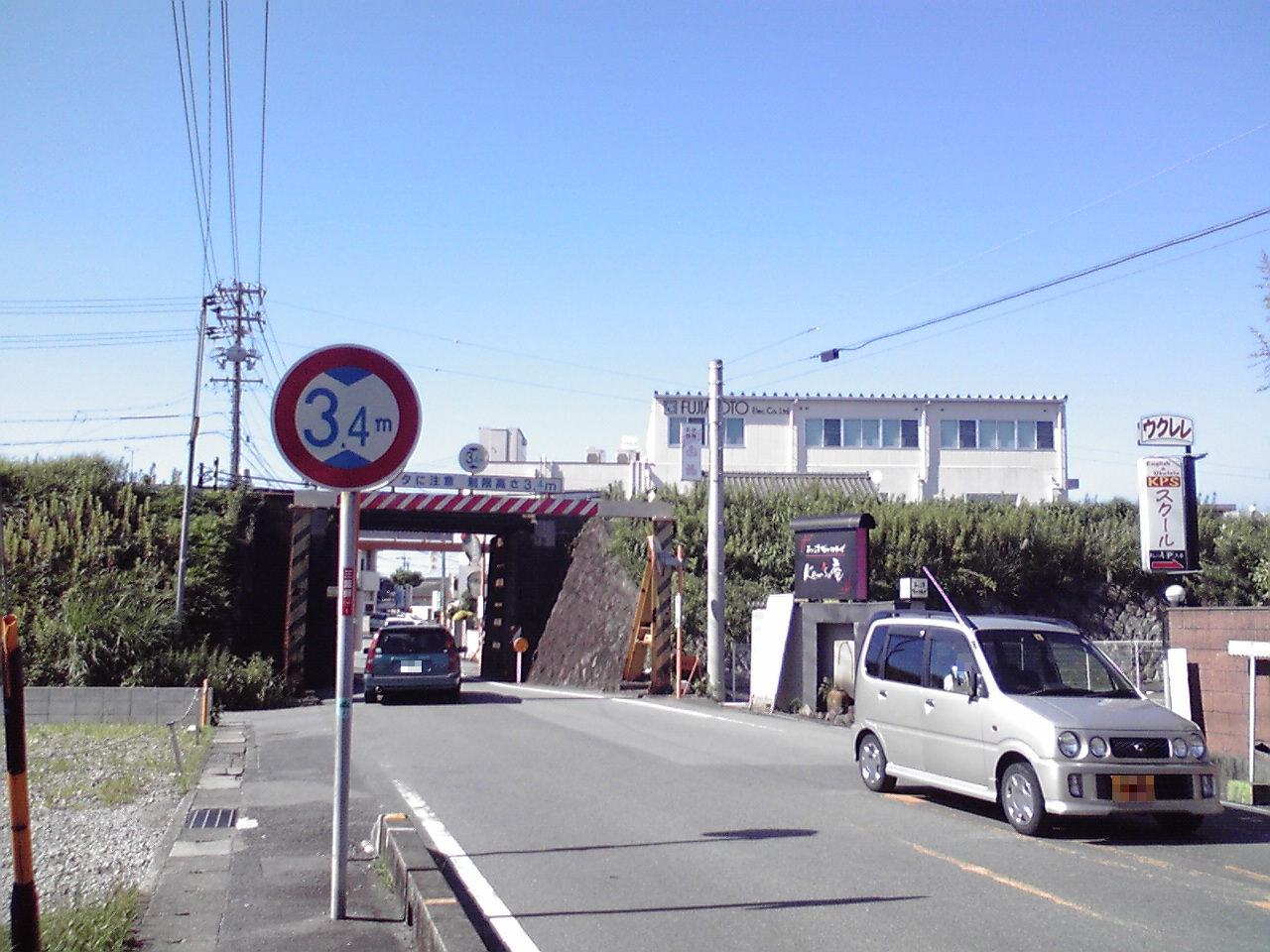
JR東海参宮線との立体交差（伊勢市神久）
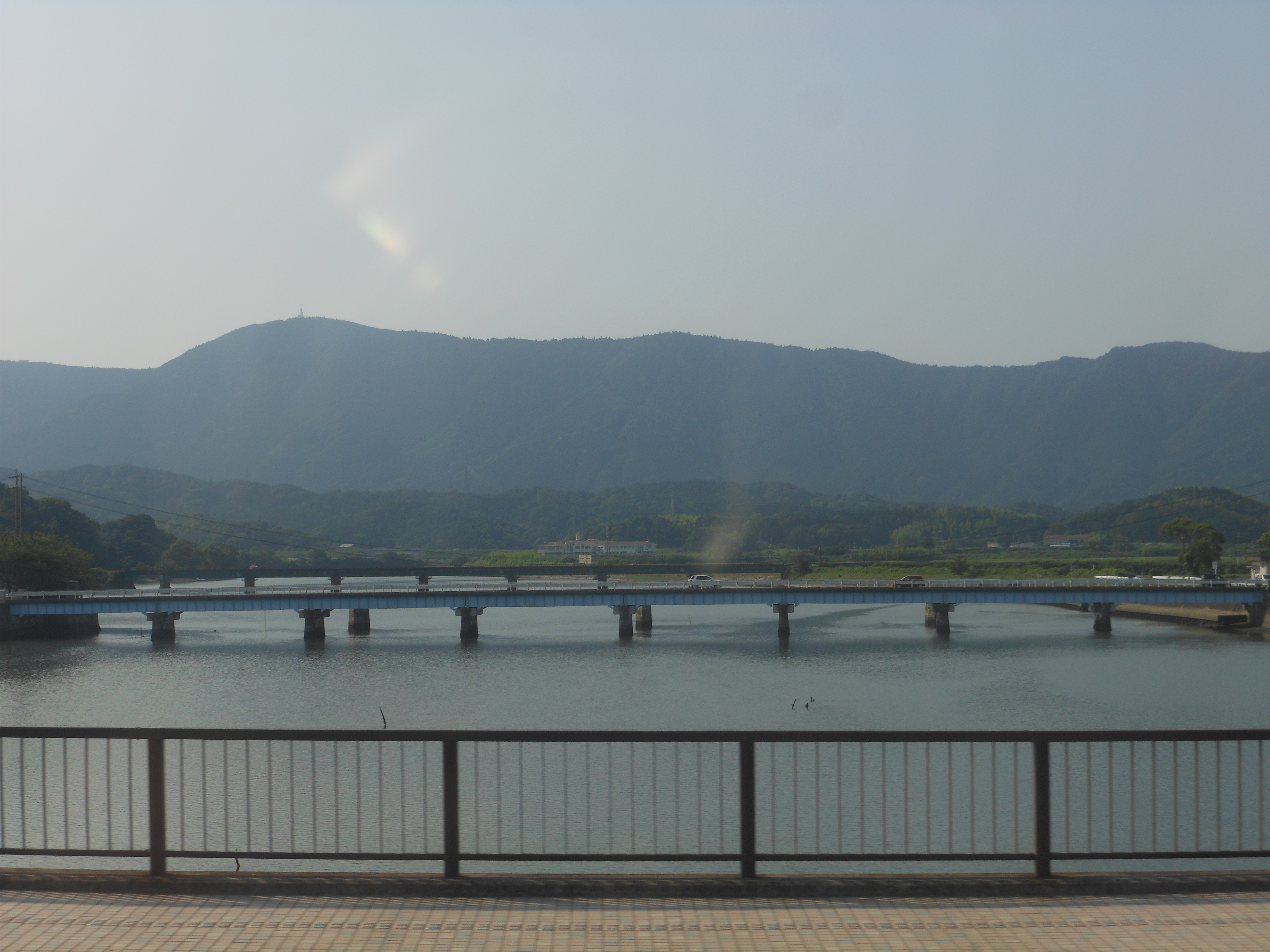
汐合大橋から見た汐合橋